# Narew (gmina)
Pour la rivière, voir Narew.
Narew est une gmina rurale du powiat de Hajnówka, Podlachie, dans le nord-est de la Pologne. Son siège est le village de Narew, qui se situe environ 21 km au nord de Hajnówka et 33 km au sud-est de la capitale régionale Białystok.
La gmina couvre une superficie de 339,48 km2 pour une population de 4 138 habitants.

## Géographie
La gmina inclut les villages d'Ancuty, Białki, Bruszkowszczyzna, Chrabostówka, Cimochy, Cisy, Doratynka, Gorędy, Gorodczyno, Gorodzisko, Gradoczno, Hajdukowszczyzna, Istok, Iwanki, Janowo, Kaczały, Kotłówka, Koweła, Koźliki, Krzywiec, Kutowa, Lachy, Łapuchówka, Łosinka, Makówka, Narew, Nowinnik, Odrynki, Ogrodniki, Paszkowszczyzna, Podborowiska, Przybudki, Puchły, Radzki, Rohozy, Rybaki, Saki, Skaryszewo, Soce, Tokarowszczyzna, Trześcianka, Tyniewicze Duże, Tyniewicze Małe, Usnarszczyzna, Waniewo, Waśki et Zabłocie.
La gmina borde les gminy de Białowieża, Bielsk Podlaski, Czyże, Hajnówka, Michałowo, Narewka et Zabłudów.